# Dasypogon tripartitus
Dasypogon tripartitus är en tvåvingeart som beskrevs av Walker 1854. Dasypogon tripartitus ingår i släktet Dasypogon och familjen rovflugor. Inga underarter finns listade i Catalogue of Life.